# Lista de bairros de Santo Ângelo

Localização de Santo Ângelo no estado do Rio Grande do Sul.

Aqui são listados os bairros de Santo Ângelo, que são as subdivisões urbanas do município brasileiro supracitado, no estado do Rio Grande do Sul. Ao todo, o município possui 80 bairros:
- 300 Anos[2]
- Aguiar
- Aliança
- Alvorada
- Assistencial Braga
- Avanço (Promorar)
- Bella Vista
- Boa Esperança
- Braga
- Casaroto
- Castelarin
- Centro
- Cohab (Conjunto Habitacional João da Jornada Fortes)
- Cristal
- Cristina Vontobel (Colmeia)
- Dido
- Distrito Industrial I (João Vontobel)[3]
- Distrito Industrial II (Hans Paff)
- Dornelles
- Dytz
- Emília
- Esperança
- Fava
- Geis
- Gheller
- Haller
- Harmonia
- Hortência
- Indubrás
- Jardim das Palmeiras
- Jardim Residencial Sabo
- João Goulart (Colmeia II)
- José Alcebíades Oliveira
- Juarez Lemos[4]
- Kurtz
- Marcírio Machado
- Maria Ritter
- Mário Pilau
- Meller Norte
- Meller Sul
- Menezes
- Menges
- Missões
- Moscon
- Neri dos Santos Cavalheiro
- Nova
- Olavo Reis
- Oliveira
- Ortis
- Padoin
- Panazzolo
- Paraíso
- Pascotini
- Patz
- Pilau
- Pippi
- Piratini
- Radins
- Recanto do Sol
- Residencial Ipanema
- Rogowski
- Rosa
- Rosani
- Rosenthal
- Sagrada Família
- Sanches
- Santa Clara
- Santa Fé
- Santo Antônio
- São Carlos
- São Pedro
- Schirmer
- Sepé Tiaraju
- Sobuski
- Sossego (Centro Sul)
- Tesche
- Universitário (Dorneles II)
- Vera Cruz
- Vier
- Wilde